# سطاد المغربي
 نادي سطاد المغربي هو نادٍ رياضي مغربي متعدد الفروع من مدينة الرباط ممارس بدوري الدرجة الثانية المغربي. تأسس النادي سنة 1919 تحت اسم سطاد  وهي كلمة فرنسية تعني الملعب من طرف المعمرين الفرنسيين أثناء عهد الجامعة الفرنسية لكرة القدم، كان النادي من أقوى الفرق في المغرب قبل الاستقلال حيث فاز بالبطولة المغربية ثلات مرات سنوات 1928، 1931 و1944. النادي معروف حاليا بفرع كرة القدم، فرع كرة المضرب (التنس)، فرع ألعاب القوى وكذلك فرع الكرة الحديدية التي تأسس فرعها سنة 1912.

## قبل الاستقلال
عرفت السنوات الأولى من القرن العشرين احتلالا تدريجيا للمغرب من طرف فرنسا وإسبانيا، من بين نتائج ذلك هجرة بعض الأوربيين إلى المغرب وبدء تعمير العديد من المدن والقرى المغربية حيث قاموا بإنشاء أحياء جديدة في كل هذه المدن مجهزة بكل المراكز كمقر للشرطة والبريد...، ومن بين المراكز التي حرص المعمرون الأوربيون على إنشائها أندية رياضية ترفيهية. وقد كانت هذه الأندية حكرا على العنصر الأوربي، حيث أن هذه الفئة فقط هي التي كان يُسمح لها بإنشاء الأندية والانضمام إليها. أما المغاربة فقد كانوا ممنوعين من تأسيس أي جمعية أو نادي ولو في طابع رياضي خوفا من أن يتحول هذا النادي إلى تجمع بعض المقاومين للاحتلال الأوربي. وقد كان الانضمام أيضا لهذه النوادي كذلك أمرا صعبا بالنسبة للمغاربة مع بعض الإسثثناءات القليلة.

## بعد الاستقلال
تم تجاهل النادي بعد الاستقلال ليدخل النادي بعد ذلك في جملة من المشاكل ليبدأ في الاندحار حيث أن النادي نزل موسم 2006/2007 إلى أقسام الهواة بعد أن كان من أعمدة كرة القدم في شمال أفريقيا. لعب العربي بن مبارك أسطورة كرة القدم المغربية للنادي سنة 1956 قبل اعتزاله بسنتين.

## سجل بطولات النادي
|  | البطولات               | عدد الألقاب | سنوات الألقاب    |
|  | ---------------------- | ----------- | ---------------- |
|  | الدوري المغربي الممتاز | 3           | 1928، 1931، 1944 |
|  | كأس المغرب             | 1           | 1951             |

## شعارات النادي

الشعار السابق

## لاعبون سابقون
- العربي بن مبارك
- أحمد شهود

## وصلات خارجية
- (بالعربية) موقع البطولة كوم المختص بأخبار الدوري المغربي.
- (بالعربية) موقع جريدة المنتخب المغربية المتخصصة في أخبار الرياضة المغربية
- (بالفرنسية) الموقع الرسمي للقناة الرياضية المغربية نسخة محفوظة 31 مايو 2018 على موقع واي باك مشين.